# Podlesí nad Litavkou

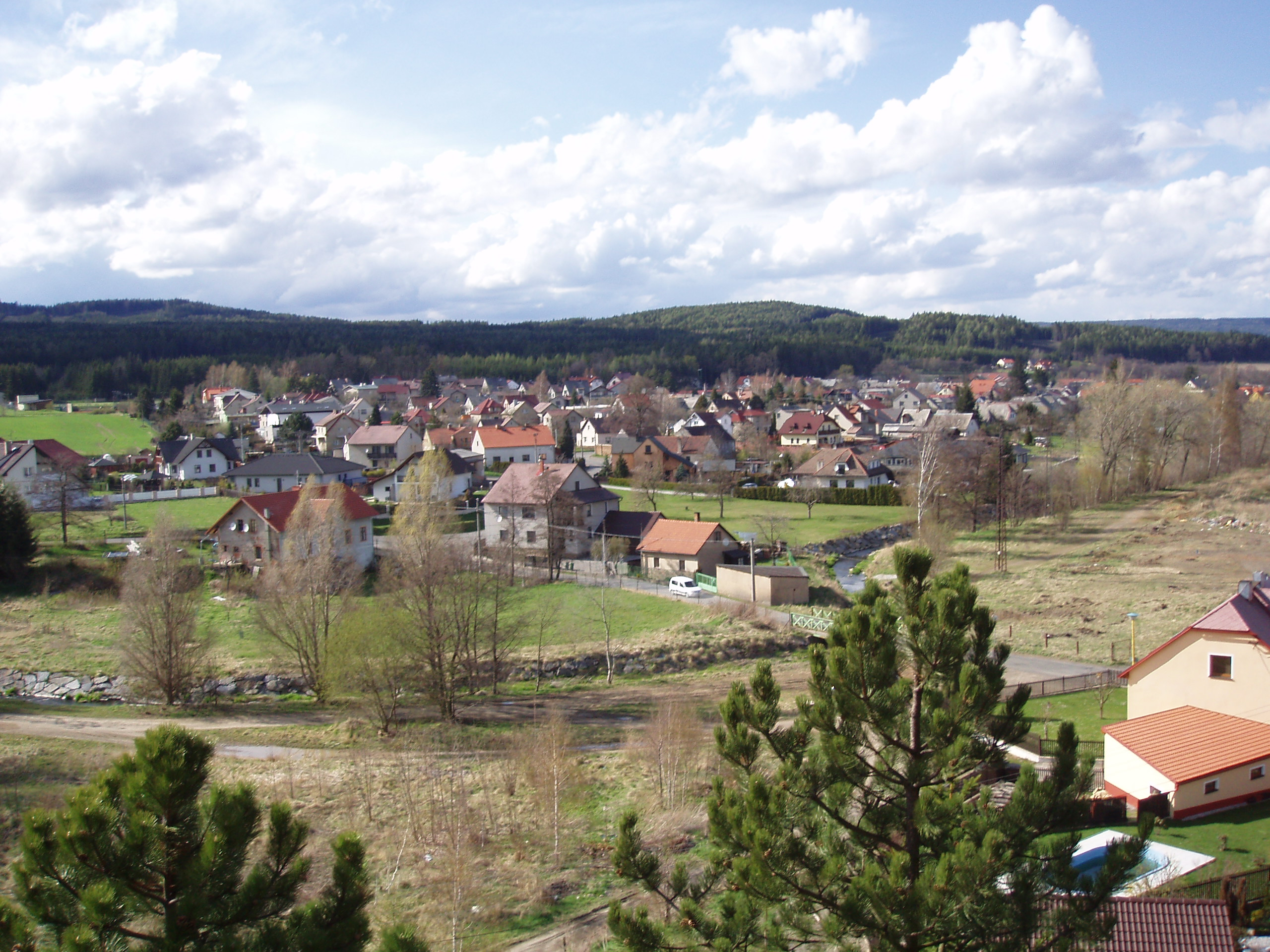
Blick von Süden auf Staré Podlesí

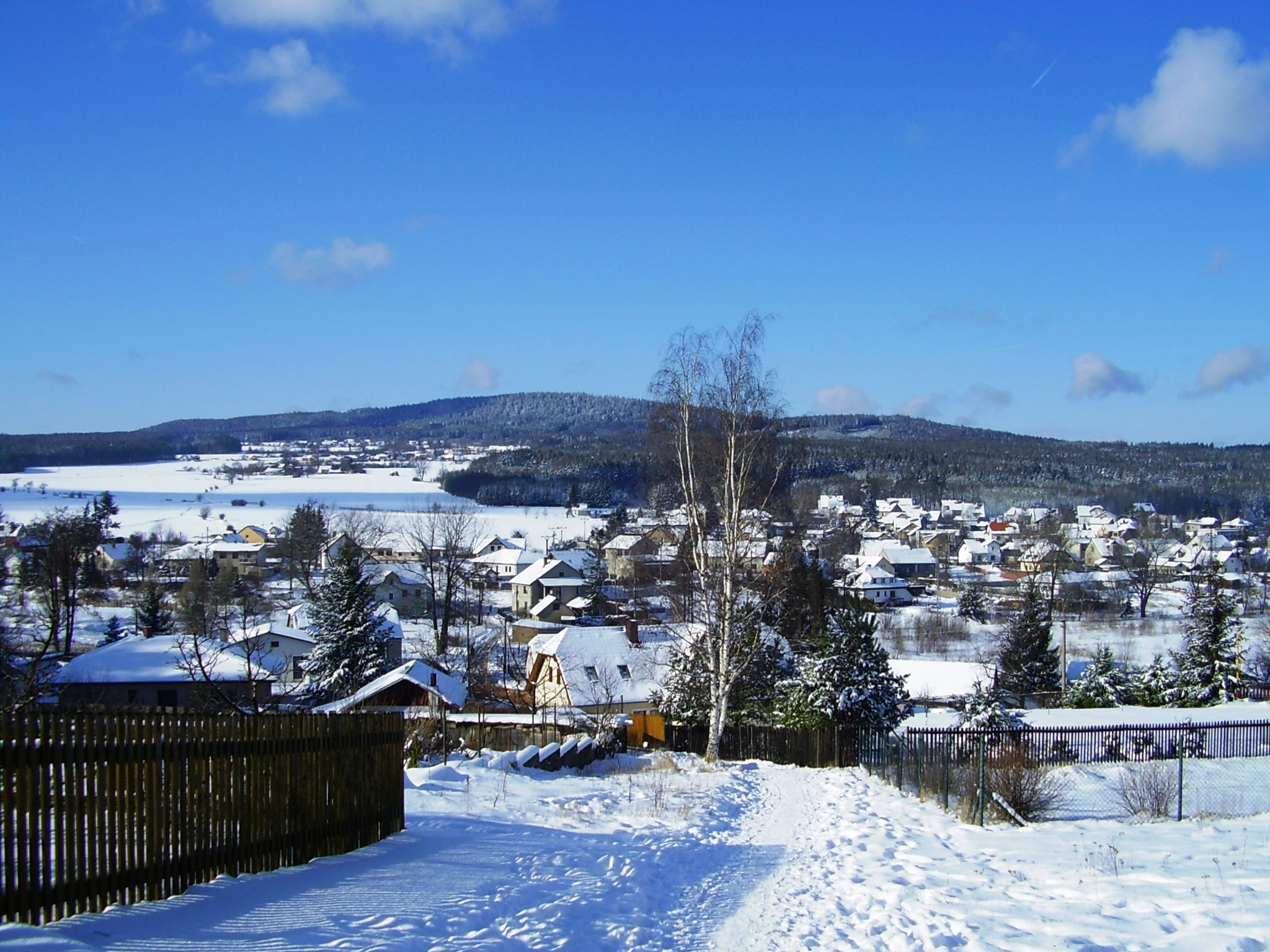
Blick von Březové Hory auf Staré Podlesí

Podlesí (deutsch Podleß, auch Podles) ist eine Gemeinde in Tschechien. Sie liegt zwei Kilometer westlich des Stadtzentrums von Příbram und gehört zum Okres Příbram.

## Geographie
Podlesí erstreckt sich linksseitig der Litavka am Fuße des Brdy. Die aus dem Kernort Staré Podlesí sowie der nördlich davon gelegenen Ansiedlung Nové Podlesí und der südlich gelegenen Ansiedlung Drmlovo Pole bestehende Gemeinde liegt an der westlichen Stadtgrenze von Příbram. Nördlich von Nové Podlesí befindet sich das Areal der Kovohutě Příbram. Im Norden erhebt sich der Čihadlo (511 m n. m.), nordöstlich der Huťský lesík (541 m n. m.), im Südosten der Březový vrch, südlich der Drkolnov (555 m n. m.), im Südwesten die Zavírka (720 m n. m.) und die Malá Ohrádka (734 m n. m.), westlich die Ohrádka (747 m n. m.), die Třemošná (779 m n. m.) und die Malá Třemošná (701 m n. m.) sowie im Nordwesten die Dubová hora (627 m n. m.) und die Malá Dubová hora (570 m n. m.).
Nachbarorte sind Lhota u Příbramě im Norden, Trhové Dušníky im Nordosten, Příbram VI-Březové Hory im Osten, Příbram VIII im Südosten, Příbram V-Zdaboř, Červená und Pod Červenou im Süden, Vysoká Pec, Lazec und Kozičín im Südwesten, Orlov im Westen sowie Oseč im Nordwesten.

## Geschichte
Im Tal der Litavka wurde bereits im 2. Jahrhundert v. Chr. Gold gewaschen. Nach einigen Jahrhunderten wurde die Goldwäscherei wegen Erschöpfung der Goldvorkommen aufgegeben. Am Übergang vom 12. zum 13. Jahrhundert wurde das Waldgebiet am Brdyhang besiedelt; im Zuge der Rodung wurde durch die Siedler Silbererz freigelegt.
Nachdem zu Beginn des 16. Jahrhunderts am Birkenberg eine reiche Silberlagerstätte entdeckt worden war, setzte der zweite wirtschaftliche Aufschwung der Gegend ein. In den 1520er Jahren war bei den Birkenberger Schächten die Siedlung Hory mit 20 Bergmannshäusern entstanden. Unterhalb des Birkenberges wurde die Wasserkraft der Litavka zur Errichtung von Erzmühlen ausgenutzt. Am Flachhang links des Baches, auf dem Gebiet der Herrschaft Příbram, siedelten sich 1524 weitere Bergleute an, die die neue Siedlung nach ihrer Lage unterhalb des Brdywaldes Podlesí nannten. 
Die erste schriftliche Erwähnung von Podlesí erfolgte zu Trinitatis 1527 im ältesten Příbramer Bergbuch. Darin wird die Errichtung einer Wasserkunst erwähnt, um das Wasser von Podlesí ohne Hindernis sowohl zum Antrieb der Künste in Hory als auch des Pochwerkes in Podlesí zu nutzen. Später entstand in Polesí auch eine Hütte. Im 17. Jahrhundert wurde bei der Příbramer Silberhütte eine Siedlung von Hüttenleuten angelegt, die als Horní Podlesí (heute Nové Podlesí) bezeichnet wurde. Die ältere Siedlung wurde fortan Dolní Podlesí (heute Staré Podlesí) genannt. In der Mitte des 17. Jahrhunderts konstituierte sich Podlesí als Dorf.
Die im 17. und 18. Jahrhundert einsetzende Rezession des Birkenberger Silberbergbaus führte dazu, dass die Bewohner von Podlesí in dieser Zeit wahrscheinlich hauptsächlich von der Landwirtschaft lebten. 1702 schlug der Příbramer Oberbergmeister Jakob Büttner die Wiederherstellung der alten Hütte in Podlesí vor. Bis 1714 gehörte Podlesí zum Podbrder Kreis, danach wurde der Ort Teil des Berauner Kreises. Nachdem zum Ende des 18. Jahrhunderts der Birkenberger Silberbergbau auf Initiative des Berg- und Hüttenmeisters Johann Anton Alis durch Erschließung neuer Tiefbaue wieder zu neuer Blüte gelangt war, führte dies auch zu einem Aufschwung des Ortes. Die meisten der Bewohner von Podlesí waren Berg- und Hüttenleute, die Landwirtschaft hatte keine Bedeutung mehr. In dieser Zeit verbreitete sich in Podlesí auch die von den Bergleuten im ganzen Příbramer Revier gepflegte Krippenschnitzerei, wobei sich die Podleser Krippen durch ihre naive Schnitzerei auszeichneten.
Im Jahre 1846 bestand Podles bzw. Podlesy aus insgesamt 95 Häusern mit 862 Einwohnern. Das Dorf wurde in Ober-Podles (Nové Podlesí) und Unter-Podles (Staré Podlesí) eingeteilt. Im Ort gab es ein obrigkeitliches Forsthaus, ein Wirtshaus, ein k.k. Poch- und Wäschwerk und eine k.k. Bergschmiede. Podles war Sitz eines der vier Přibramer Forstreviere, das eine Waldfläche von 562 Joch 44 Quadratklafter bewirtschaftete. Pfarrort war Přibram. Bis zur Mitte des 19. Jahrhunderts blieb Podles als Teil der Příbramer Dorfschaften der Königlichen Silberbergstadt Přibram untertänig.
Nach der Aufhebung der Patrimonialherrschaften bildete Podlesí / Podles ab 1850 mit den Ortsteilen Nové Podlesí und Orlov eine Gemeinde im Gerichtsbezirk Příbram. Ab 1868 gehörte die Gemeinde zum Bezirk Příbram. In den 1870er Jahren löste sich Orlov von Podlesí los und bildete eine eigene Gemeinde. 1890 bestand Podlesí (mit Nové Podlesí) aus 92 Häusern und hatte 1232 Einwohner. In Podlesí bestanden Erzpochwerke, außerdem fertigten die Bewohner in Heimarbeit Handschuhe. Im selben Jahre wurde auf Initiative der Stadt Příbram ein Referendum über einen Zusammenschluss mit Podlesí durchgeführt, das von den Einwohnern angeblich befürwortet wurde. Danach wurde der gesamte 34 Häuser umfassende östliche Teil der Gemeinde entlang der Straße als V. Stadtviertel an Příbram angeschlossen. Mehrere Einwohner legten Beschwerde gegen die Teilung ein und erklärten, darüber gar nicht informiert gewesen zu sein. Auch die Gemeindevertretung protestierte gegen die unrechtmäßige Abtrennung ohne Genehmigung der Aufsichtsbehörden. 1901 ordnete das Innenministerium neue Verhandlungen über die Katastergrenze zwischen Podlesí und Příbram an, denen die Stadt erst nach öffentlichen Protesten nachkam. Ein Beschluss des Příbramer Rates von 1902 über eine Aufteilung der Häuser des V. Stadtviertels löste wegen der Zuordnung von Drmlovo Pole zur Stadt Březové Hory erneute Proteste und Beschwerden in Podlesí aus. Am 20. April 1910 stimmte die Gemeindevertretung von Podlesí einem Vergleich in dem Grenzstreit mit Příbram zu, der die Abtretung sämtlicher Häuser von Příbram am linken Ufer der Litavka an die Gemeinde Podlesí vorsah, wogegen die Stadt Příbram von Podlesí die angrenzenden Wälder und zwei Enklaven bei Orlov und Oseč erhielt. 1912 wurde der Grenzstreit für beendet erklärt. Am 22. Oktober 1922 wurde ein Denkmal für die Gefallenen des Ersten Weltkrieges enthüllt. 1925 begann die Elektrifizierung des Dorfes. Im Jahre 1932 lebten in Podlesí 1035 Personen. Im Jahre 1936 wurde Josef Lukavský mit einer Gedenktafel geehrt. Nach der Eingemeindung von Březové Hory trat die Stadt Příbram 1953 die Siedlung Drmlovo Pole an Podlesí ab. 1957 wurde die neue Eisenbrücke über die Litavka bei der Mühle Pauknerův mlýn fertiggestellt. Im Jahre 1960 eröffnete ein Kindergarten. 1965 wurde Podlesí mit dem Titel Vzorná obec (Modellgemeinde) des Okres Příbram 1964 ausgezeichnet. Am 1. Jänner 1976 wurde Orlov wieder eingemeindet. Zu Beginn des Jahres 1980 erfolgte die Eingemeindung von Podlesí nach Příbram. Im Jahre 1990 entschieden die Bürger von Orlov und Podlesí über die Abtrennung von Příbram und Bildung einer eigenen Gemeinde, wobei das Referendum in Orlov für einen Verbleib bei Příbram stimmte. Am 24. November 1990 löste sich Podlesí wieder von Příbram los. Seit 1995 führt die Gemeinde ein Wappen und Banner.

## Gemeindegliederung
Für die Gemeinde Podlesí sind keine Ortsteile ausgewiesen. Grundsiedlungseinheiten sind Drmlovo Pole (Drmlisches Feld), Nové Podlesí (Neu Podleß) und Staré Podlesí (Alt Podleß).

## Sehenswürdigkeiten
- Kapelle auf dem Dorfplatz von Staré Podlesí
- Kapelle in Nové Podlesí

## Söhne und Töchter der Gemeinde
- Josef Lukavský (1874–1930), Theaterschauspieler und Autor